# Vecht (Utrecht)
Ne doit pas être confondu avec l'Overijsselse Vecht dans la province d'Overijssel.
Le Vecht, également parfois connu sous le nom d'Utrechtse Vecht, est un fleuve néerlandais faisant partie du delta du Rhin. Long de 42 kilomètres, il commence dans la ville d'Utrecht et aboutit dans l'IJsselmeer à Muiden.

## Histoire

### Temps anciens

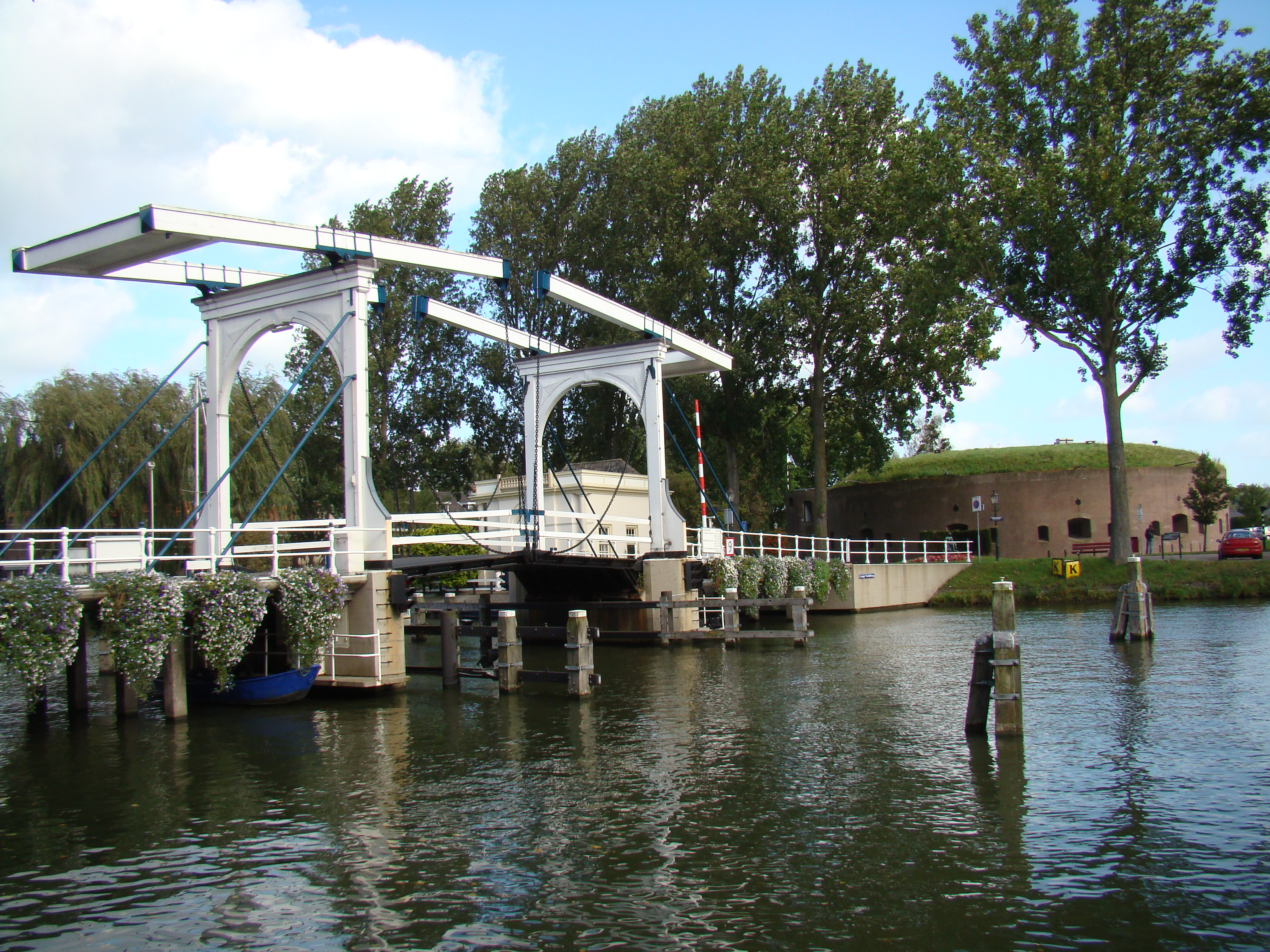
Le Vecht à Weesp.

Au Moyen Âge, le Vecht est une liaison importante entre le Zuiderzee et le Rhin, permettant ainsi une connexion entre l'Europe du Nord et l'Allemagne. Utrecht et Dorestad lui doivent leur prospérité. Pour des raisons stratégiques, plusieurs châteaux sont construits sur les bords du fleuve, qui plus tard fait aussi part du Hollandse Waterlinie. Depuis le XVIIe siècle, des marchands amstelodamois y établissent des maisons de campagne, connues sous le nom buitenplaats. Plusieurs existent encore aujourd'hui.

### Époque contemporaine
Entre 2014 et 2016 est construit l'aquaduct Vechtzicht par la Rijkswaterstaat, permettant le passage du Vecht au-dessus de l'autoroute A1 à hauteur de Muiden